# Kansas City Chiefs 2002
La stagione 2002 dei Kansas City Chiefs è stata la 33ª nella National Football League e la 43ª complessiva. 
Nella seconda stagione da allenatore di Dick Vermeil, la squadra poté contare su un potente attacco guidato dal quarterback Trent Green e dal giocatore offensivo dell'anno Priest Holmes che guidò la lega in touchdown (24) e punti segnati (144).

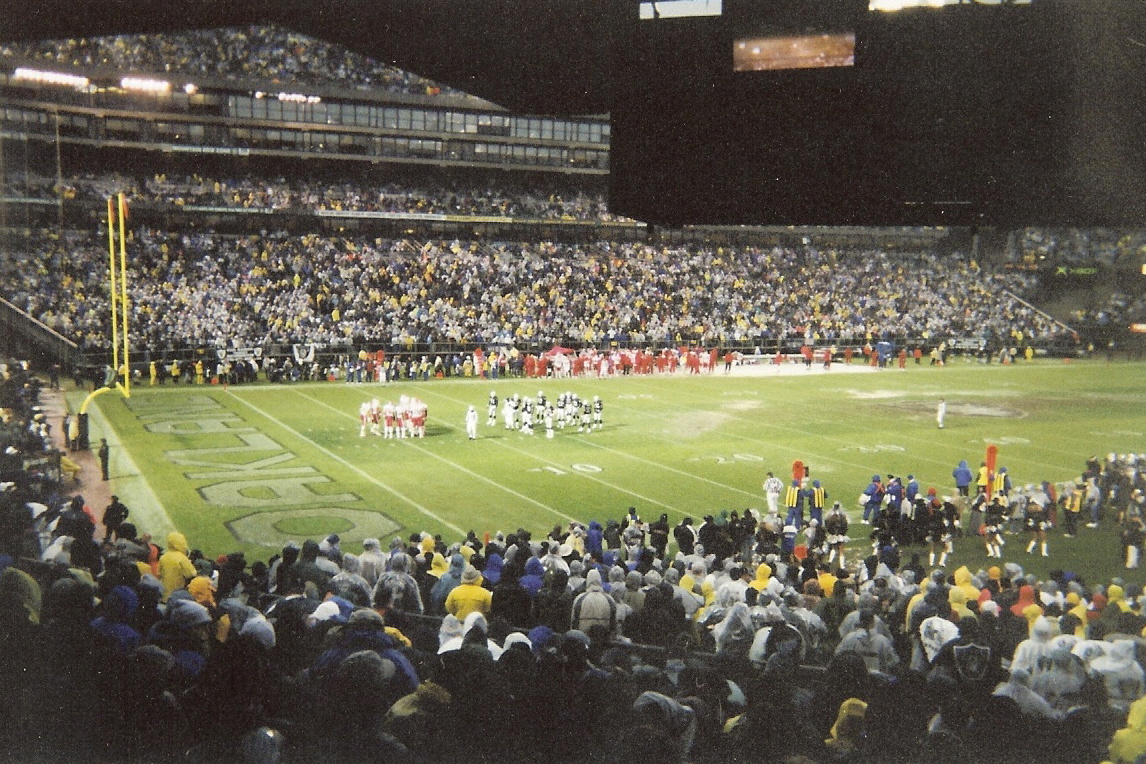
Kansas City a Oakland, 2002

## Roster
| Roster dei Kansas City Chiefs nel 2002 |
| --- |
| Quarterback - 15 Todd Collins - 10 Trent Green - 12 Jonathan Quinn Running Back - 23 Derrick Blaylock - 34 Mike Cloud - 43 Omar Easy FB - 31 Priest Holmes - 27 Jarmar Julien - 49 Tony Richardson FB Wide Receiver - 85 Marc Boerigter - 20 Dante Hall - 87 Eddie Kennison - 81 Snoop Minnis - 80 Johnnie Morton Tight End - 89 Jason Dunn - 88 Tony Gonzalez Offensive Linemen - 67 Jason Andersen T - 77 Willie Roaf T - 68 Will Shields G - 70 Marcus Spears T - 76 John Tait T - 60 Donald Willis G - 54 Brian Waters G - 62 Casey Wiegmann C Defensive Linemen - 93 John Browning DE - 99 Duane Clemons DE - 92 Eric Downing DT - 71 Eddie Freeman DE - 98 Eric Hicks DE - 94 Nate Hobgood-Chittick DT - 95 Derrick Ransom DT - 91 R-Kal Truluck DT Linebacker - 96 Monty Beisel - 56 Lewis Bush - 51 Scott Fujita - 57 Mike Maslowski - 53 Marvcus Patton - 55 Gary Stills Defensive Back - 24 William Bartee CB - 29 Jason Belser FS - 38 Clint Finley - 42 Shaunard Harts SS - 40 Corey Harris - 44 Eric Warfield CB - 25 Greg Wesley SS - 39 Ray Crockett CB - 30 Lyle West Special Team - 8 Morten Andersen K - 4 Dan Stryzinski P - 83 Kendall Gammon LS/TE Lista delle riserve - 26 Taje Allen CB (IR) - 50 Larry Atkins LB (IR) - 84 Sylvester Morris WR (IR) - 6 Pete Rebstock WR - 90 Ryan Sims DT (IR) - 21 Jerome Woods FS (IR) Squadra di allenamento - 47 Dwayne Blakley TE - 64 T. J. Bingham DE - 79 Mitch White T |
| Legenda - I rookie sono in corsivo. - Il primo ruolo è il principale mentre gli eventuali successivi indicano i ruoli secondari. - (IR) sta per Injured Reserve ed indica la lista ristretta per un solo giocatore infortunato che può tornare ad allenarsi dopo la settimana 6 e a rientrare in prima squadra dopo che questa ha giocato 8 partite. - (NF-Inj.) / (NF-Ill.) stanno rispettivamente per Non-Football Injured e Non-Football Illness ed indicano le liste dove viene inserito un giocatore che ha un infortunio o una malattia non dipendente dal football americano. - (PUP) sta per Physically Unable to Perform ed indica la lista dove viene inserito un giocatore mentre è in attesa di recuperare la condizione fisica. Nella stagione regolare dopo la sesta partita giocata dalla propria squadra, il giocatore ha tempo tre settimane per riprendere ad allenarsi, più tre settimane aggiuntive dal suo rientro agli allenamenti per rientrare in prima squadra. |

## Calendario
| Stagione regolare |                    |                         |                    |                    |         |          |
| Turno             | Data               | Avversario              | Risultato          | TV                 | Ora     | Pubblico |
| 1                 | 8 settembre 2002   | at Cleveland Browns     | V 40–39            | CBS                | 12:00pm | 72,938   |
| 2                 | 15 settembre 2002  | Jacksonville Jaguars    | S 23–16            | CBS                | 12:00pm | 77,934   |
| 3                 | 22 settembre 2002  | at New England Patriots | S 41–38            | CBS                | 12:00pm | 68,436   |
| 4                 | 29 settembre 2002  | Miami Dolphins          | V 48–30            | CBS                | 12:00pm | 78,178   |
| 5                 | 6 ottobre 2002     | at New York Jets        | V 29–25            | CBS                | 3:05pm  | 78,149   |
| 6                 | 13 ottobre 2002    | at San Diego Chargers   | S 35–34            | CBS                | 3:15pm  | 58,995   |
| 7                 | 20 ottobre 2002    | Denver Broncos          | S 37–34            | CBS                | 12:00pm | 78,446   |
| 8                 | 27 ottobre 2002    | Oakland Raiders         | V 20–10            | CBS                | 12:00pm | 78,685   |
| 9                 | Settimana di pausa | Settimana di pausa      | Settimana di pausa | Settimana di pausa |         |          |
| 10                | 10 novembre 2002   | at San Francisco 49ers  | S 17–13            | CBS                | 3:15pm  | 67,881   |
| 11                | 17 novembre 2002   | Buffalo Bills           | V 17–16            | CBS                | 12:00pm | 77,951   |
| 12                | 24 novembre 2002   | at Seattle Seahawks     | S 39–32            | CBS                | 3:05pm  | 56,250   |
| 13                | 1º dicembre 2002   | Arizona Cardinals       | V 49–0             | FOX                | 12:00pm | 77,809   |
| 14                | 8 dicembre 2002    | St. Louis Rams          | V 49–10            | FOX                | 12:00pm | 78,601   |
| 15                | 15 dicembre 2002   | at Denver Broncos       | S 31–24            | CBS                | 3:05pm  | 75,947   |
| 16                | 22 dicembre 2002   | San Diego Chargers      | V 24–22            | CBS                | 12:00pm | 77,899   |
| 17                | 28 dicembre 2002   | at Oakland Raiders      | S 24–0             | CBS                | 3:00pm  | 62,078   |

## Classifiche
| AFC West            |    |   |   |      |     |      |     |     |     |
|                     | V  | S | P | %    | DIV | CONF | PF  | PS  | STR |
| (1) Oakland Raiders | 11 | 5 | 0 | .688 | 4–2 | 9–3  | 450 | 304 | V2  |
| Denver Broncos      | 9  | 7 | 0 | .563 | 3–3 | 5–7  | 392 | 344 | V1  |
| San Diego Chargers  | 8  | 8 | 0 | .500 | 3–3 | 6–6  | 333 | 367 | S4  |
| Kansas City Chiefs  | 8  | 8 | 0 | .500 | 2–4 | 6–6  | 467 | 399 | S1  |